# Omey
Omey é uma comuna francesa na região administrativa do Grande Leste, no departamento de Marne. Estende-se por uma área de 3.94 km², e possui 207 habitantes, segundo o censo de 2018, com uma densidade de 53 hab/km².